# 센스패스
센스패스(Senspass)는 국토교통부의 "One card, All pass" 정책에 따라 발행하는 (주)센스패스 사의 교통카드 브랜드로 경상남도 지역을 기반으로 하는 교통카드이다.

## 발급 및 충전
경상남도 거제, 통영시, 고성, 남해, 산청, 창녕, 하동, 합천, 거창, 함양군의 지정 판매처에서 구입과 충전이 가능하다. ISO 표준 카드형 교통카드가 기본이며, 액세서리형 카드는 아직 출시되지 않았다. 4000원에 판매하고 있다.
같은 회사의 탑티머니가 쓰이던 안동·거제·통영에서는 구입과 충전이 불가능하였으나, 2014년 11월, 탑티머니 사업권을 한국스마트카드로 이관한 후 거제·통영에서 충전할 수 있도록 시스템을 정비하여 거제·통영에서 센스패스를 충전 및 구입할 수 있게 되었다. 사업자가 한국스마트카드로 변경된 안동시는 센스패스가 아닌 티머니를 구입·충전할 수 있다.
2015년 중반 경남일부지역 사업주가 한국스마트카드로 변경되면서 현재는 사실상 사업을 철수했다.

## 사용처
- 버스 : 안동, 거제, 통영, 고성, 남해, 산청, 창녕, 하동, 함양, 합천, 거창
- 시외버스 : 위 지방자치단체(경남)의 시외버스(EB단말기가 설치된 경남고속은 제외)